# Ana García D'Atri
Ana García D'Atri (n. 1967) es una editora, periodista y política española.

## Biography
Nacida en Madrid el 28 de octubre de 1967, se licenció en Ciencias de la Información por la Universidad Complutense de Madrid (UCM). Trabajó como periodista empleada en OTR/Press, Colpisa, La Gaceta de los Negocios y La Voz de Almería. En 1995 empezó a trabajar como editora para Ediciones B y Planeta.
Entró en política en 2011, cuando fue incluida en la candidatura del Partido Socialista Obrero Español (PSOE) liderada por Jaime Lissavetzky para las elecciones municipales de 2011 en Madrid. Resultó elegida concejala y se convirtió en la portavoz de Artes, Turismo y Deportes del Grupo Municipal Socialista en el Ayuntamiento de Madrid durante la corporación 2011-2015.
Fue incluida en la lista del para las elecciones a la Asamblea de Madrid de 2015 y, elegida, se convirtió en diputada de la x legislatura del parlamento regional, en la cual ejerció de portavoz del Grupo Parlamentario Socialista en la Comisión de Cultura. En mayo de 2016 García D'Atri fue presentada tentativamente dentro del «Comité de Sabios» del secretario general del PSOE Pedro Sánchez (una especie de gobierno en la sombra informal), en calidad de asesora en el área de Cultura.
Renunció a su escaño en la Asamblea de Madrid el 30 de diciembre de 2016, notificándose sus intenciones de retornar a su actividad profesional como editora.